# 五十公野城
五十公野城（いじみのじょう）は、新潟県新発田市五十公野（越後国蒲原郡）にあった日本の城。

## 概要
築城時期は不明。五十公野氏により築かれたと言われている。五十公野氏は新発田氏の一族で、戦国時代には後の新発田重家が五十公野治長と称して家を継いでいたが、天正8年（1580年）、兄・新発田長敦の死により新発田氏に戻って家を継いだ。そのため、新発田重家の妹婿・長沢道如斎が、五十公野信宗と改名して代わりに五十公野氏を継いだ。
翌天正9年（1581年）、義兄の重家が上杉景勝に反旗を翻すとこれに従う。天正15年（1587年）、藤田信吉率いる景勝勢に城を囲まれ、籠城中に家老の河瀬次太夫や近習の渋谷氏などが信吉に調略されて寝返るなどしたため、10月13日に落城し信宗も討ち死にした。現在は堀切などが残る。
現在の新発田市の東中学校裏が五十公野城跡である。